# IC 4821
IC 4821 ist eine Spiralgalaxie vom Hubble-Typ Sc im Sternbild Teleskop am Südsternhimmel. Sie ist schätzungsweise 118 Millionen Lichtjahre von der Milchstraße entfernt und hat einen Durchmesser von etwa 60.000 Lichtjahren.

Das Objekt wurde am 16. September 1901 von DeLisle Stewart.